# دير حافر (الجوادية)
دير حافر قرية سورية تتبع ناحية الجوادية في منطقة المالكية التابعة لمحافظة الحسكة. بلغ عدد سكانها 252 نسمة عام 2004.تقع على بعد 12 كم تقريبا إلى الشمال من مدينة الجوادية.